# Penne timoniere

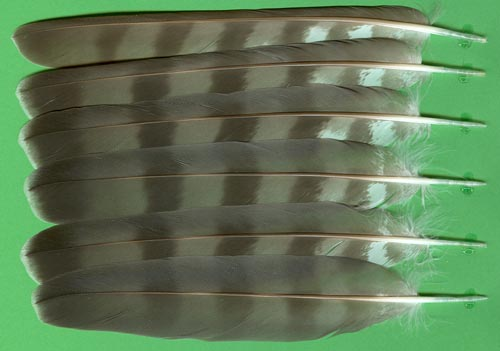
Penne timoniere di uno sparviero, dall'esterno (in alto) all'interno (in basso).

Le penne timoniere (Rectrices), dette anche rettrici, sono le penne che ricoprono la coda degli uccelli. Esse sono inserite nelle sei vertebre caudali, cui si aggiunge un osso particolare risultante dalla fusione di alcune vertebre, il pigostilo. Gli uccelli usano le penne della coda per manovrare e frenare durante il volo. La maggior parte degli uccelli ne ha 12; eccezioni sono pernici e ani (18) e beccaccini (24). Uccelli con penne della coda particolarmente lunghe, come pavoni, uccelli lira e uccelli del paradiso, hanno un numero di penne della coda variabile; dronghi e motmot sono fra le poche specie con solo una o due penne molto lunghe sulla coda. Soltanto i maschi sfoggiano queste lunghe code, utilizzate in rituali di corteggiamento e di difesa del territorio; tuttavia proprio queste penne li rendono vulnerabili ai predatori e li ostacolano nel volo. In alcune specie di uccelli del paradiso, solo i maschi anziani acquisiscono una coda elaborata. Questo aiuta a proteggere i maschi giovani dai predatori e assicura loro la sopravvivenza fino all'età adulta.